# 前田佳都男
前田 佳都男（まえだ かづお、1910年11月24日 - 1978年1月4日）は、日本の政治家。位階は従三位、勲等は勲一等。参議院議員（4期）。参議院副議長（第13代）。科学技術庁長官（第26代）。息子は法務大臣を務めた前田勲男。

## 来歴・人物
和歌山県出身。東京法学院卒で伊那合同銀行取締役を務めた前田友次郎の長男。旧制和歌山県立伊都中学より旧制浪速高等学校文科甲類を経て1934年東京帝国大学法学部政治学科卒業。
逓信省に入省後、イギリス、アメリカ、フランス、ドイツなどに留学を経験し1937年小倉郵便局長、1943年貯金局企画課長、郵務局逓送課長、郵務局次長などを歴任し、1955年大阪郵政局長を最後に退官。政界入りを目指し翌年の参議院選挙に和歌山県地方区から自由民主党公認で立候補し初当選。連続当選4回。大蔵政務次官、参議院大蔵委員長、運輸委員長を経て、1972年12月、第2次田中角栄内閣の科学技術庁長官として初入閣。1974年7月から1977年7月まで参議院副議長を務めた。
自民党では佐藤栄作派（周山会）に属して郡祐一、斎藤昇、徳永正利らとともに参院佐藤派の重鎮として重きをなした。1972年、同派の田中角栄が次期総理総裁を目指して田中派を旗揚げするとこれに参加した。原子力委員長、宇宙開発委員長も務めた。
議員在職中の1978年1月4日、東京都千代田区の東京逓信病院で死去した。67歳没。翌5日、特旨を以て位五級を追陞され、死没日付をもって従五位勲五等から正三位勲一等に叙され、勲一等旭日大綬章を追贈された。葬儀は同月12日に準自民党葬として増上寺で行われた。哀悼演説は同月21日、参議院本会議で加瀬完により行われた。
地盤は息子の勲男に引き継がれ、同年2月19日執行の欠員補充の和歌山地方区補欠選挙で当選し、議席を継承している。

## 選挙歴
| 当落                        | 選挙                     | 施行日       | 選挙区         | 政党       | 得票数  | 得票率 | 得票順位 /候補者数 | 比例区 | 比例順位 /候補者数 |
| --------------------------- | ------------------------ | ------------ | -------------- | ---------- | ------- | ------ | ------------------ | ------ | ------------------ |
| 当                          | 第4回参議院議員通常選挙  | 1956年7月8日 | 和歌山県地方区 | 自由民主党 | 226,787 | 60.5   | 1/2                | -      | -                  |
| 当                          | 第6回参議院議員通常選挙  | 1962年7月1日 | 和歌山県地方区 | 自由民主党 | 239,277 | 59.3   | 1/3                | -      | -                  |
| 当                          | 第8回参議院議員通常選挙  | 1968年7月7日 | 和歌山県地方区 | 自由民主党 | 258,276 | 57.0   | 1/3                | -      | -                  |
| 当                          | 第10回参議院議員通常選挙 | 1974年7月7日 | 和歌山県地方区 | 自由民主党 | 280,816 | 55.8   | 1/3                | -      | -                  |
| 当選回数4回 （参議院議員4） |                          |              |                |            |         |        |                    |        |                    |